# Ладыженский, Ефим Бенционович
Ефим Бенционович Ладыженский (при рождении Хаим Бенционович; 21 июля [3 августа] 1911, Одесса, Херсонская губерния — 1982, Иерусалим) — советский театральный художник, живописец.

## Биография
Родился 21 июля (по старому стилю) 1911 года в Одессе в семье бендерского мещанина Бенциона Гдалевича Ладыженского (1877—?) и махновской мещанки Мейты Вольковны Ладыженской (в девичестве Белокопыта, 1881—?), заключивших брак там же 7 августа 1905 года. Учился на театральном отделении Одесского художественного института (1927—1931), в том числе рисунку — у Ю. Р. Бершадского.
Работал художником в театрах Краснодара, Ташкента, Ашхабада и Москвы.
В Москве жил и работал с 1936 года.
Художественный оформитель спектаклей (свыше 70), в том числе «Вишнёвый сад» А. П. Чехова, «Женитьба» Н. В. Гоголя, постановки пьес А. Н. Арбузова, В. С. Розова и других драматургов, эскизы декораций и костюмов к неосуществленным постановкам: «Закат» Исаака Бабеля, комедии В. В. Маяковского, опера на либретто Эдуарда Багрицкого «Дума про Опанаса».
С 1939 года в составе Союза советских художников.
Автор художественных циклов: трагический, посвященный людям, пережившим Гражданскую войну «Бабель — Конармия», лирический и ностальгический «Одесса — город моего детства», включивший картины «Кафе Бывший Фанкони», «Привоз», «Ресторан на бульваре Фельдмана», «Толчок», «Засолка скумбрии», «Наш театр горит» и многие другие, цикл, посвященный писателю Исааку Бабелю. Кроме И. Бабеля Ефим Ладыженский иллюстрировал С. Маршака, В. Катаева, Э. Багрицкого, цикл «Каркасы», написанный в 1970-е обнажает трагическое восприятие художника.
В 1978 году Ефим Ладыженский репатриировался в Израиль. Перед выездом он уничтожил около двух тысяч работ из-за невозможности оплатить их вывоз, а 30 картин из цикла «Бабель — Конармия» (повторенных позднее в графике) передано Министерству культуры Советского Союза в обмен на разрешение вывезти некоторые произведения последних лет.
За четыре года работы в Израиле Ладыженский завершил циклы «Вечный жид», «Автопортреты» (полные щемящих сюрреалистических сопоставлений) и другие, создал ряд отдельных работ, в том числе «Колючку» — портрет самого жизнестойкого растения. Его три персональные выставки были высоко оценены израильскими критиками, отмечавшими виртуозное мастерство и откровенность самовыражения художника.
Покончил жизнь самоубийством.

## Альбомы
- Е. Ладыженский. Город моего детства, М., 1975
- Ефим Ладыженский. Личность и творчество, Москва, 2007
- Ефим Ладыженский. Рисунок, акварель, темпера, Израиль, 2009